# Leti (Sprache, Kamerun)
Das Leti (ISO 639-3: leo) ist eine Geheimsprache des Volkes der Mangisa in der Kameruner Region (ehemals Provinz) Zentrum, die entlang des Flusses Sanaga als Ritualsprache gesprochen wird.
Leti wird ausschließlich als Zweitsprache gesprochen, während die Menschen als Muttersprache Mengisa [mct] sprechen. Die Anzahl der Personen, die Leti beherrschen, beträgt etwa 47.000.
Die Sprache zählt zu den bantoiden Sprachen innerhalb der Mbam-Sprachgruppe der Sanaga-Sprachen.